# Rahim Sadikhov
Rahim Sadikhov (Moscú, 18 de julio de 1996) es un futbolista ruso, nacionalizado azerí, que juega en la demarcación de centrocampista para el Turan Tovuz P. F. K. de la Liga Premier de Azerbaiyán.

## Selección nacional
Tras jugar en la selección de fútbol sub-17 de Azerbaiyán y con la sub-19, finalmente hizo su debut con la Azerbaiyán el 8 de septiembre de 2020. Lo hizo en un partido de la Liga de las Naciones de la UEFA contra Chipre que finalizó con un resultado de 0-1 tras el gol de Maksim Medvedev para Azerbaiyán.

## Clubes
| Club                 | País       | Año       | Partidos | Goles |
| -------------------- | ---------- | --------- | -------- | ----- |
| F. C. Solyaris Moscú | Rusia      | 2015-2016 | 16       | 0     |
| F. C. Torpedo Moscú  | Rusia      | 2016-2019 | 80       | 24    |
| Sumgayit F. K.       | Azerbaiyán | 2019-2022 | 40       | 10    |
| Zira F. K.           | Azerbaiyán | 2022-2024 | 80       | 12    |
| Sumgayit F. K.       | Azerbaiyán | 2024-2025 | 19       | 2     |
| Turan Tovuz P. F. K. | Azerbaiyán | 2025-     |          |       |